# Cay Rademacher
Pour les articles homonymes, voir Rademacher.
Cay Rademacher, né en 1965 à Flensbourg, est un écrivain allemand, auteur de roman policier.

## Biographie
Cay Rademacher fait des études d'histoire ancienne et de philosophie à Cologne et à Washington. Journaliste indépendant, il écrit pour le magazine GEO, puis en devient le rédacteur en chef.
En 1996, il commence à publier des romans historiques. En 2011, il entreprend une trilogie de romans policiers historiques consacrée aux enquêtes de l'inspecteur en chef Frank Stave qui se déroulent pendant l'après-guerre dans une Allemagne en ruines. En 2014, il amorce une nouvelle série ayant pour héros l'enquêteur français Roger Blanc, capitaine de gendarmerie en Provence.

## Œuvre

### Romans

#### SérieFrank Stave
- Der Trümmermörder (2011) Publié en français sous le titre L’Assassin des ruines, Paris, Éditions du Masque, 2017  (ISBN 978-2-7024-4563-1) ; réédition, Paris, Éditions du Masque, coll. « Masque poche », 2018  (ISBN 978-2-7024-4884-7)
- Der Schieber (2012) Publié en français sous le titre L’Orphelin des docks, Paris, Éditions du Masque, 2018  (ISBN 978-2-7024-4564-8) ; réédition, Paris, Éditions du Masque, coll. « Masque poche », 2019  (ISBN 978-2-7024-4903-5)
- Der Fälscher (2013) Publié en français sous le titre Le Faussaire de Hambourg, Paris, Éditions du Masque, 2019  (ISBN 978-2-7024-4565-5)
- La trilogie Hambourgeoise, Le Masque, l'intégrale de la série Frank Stave, 1120p. 2021,  (ISBN 9782702450918)

#### SérieCapitaine Roger Blanc
- Mörderischer Mistral (2014)
  - Le Mistral meurtrier, Éditions du Masque (2022)
- Tödliche Camargue (2015)
- Brennender Midi (2016)
- Gefährliche Côte Bleue (2017)
- Dunkles Arles (2018)

#### Autres romans
- Mord im Praetorium (1996)
- Das Luftschiff (1998)
- Geheimsache Estonia (1999)
- Mord im Tal der Könige (2001)
- Das Geheimnis der Essener (2003)
- In nomine mortis (2007)
- Die Passage nach Maskat (2022)
  - La Traversée vers Mascate, Jean-Claude Lattès, 2023  (ISBN 9782702451397)

### Autres publications
- Wer war Jesus? Der Mensch und der Mythos (2005)
- Drei Tage im September. Die letzte Fahrt der Athenia 1939 (2009)
- Blutige Pilgerfahrt. Der erste Kreuzzug ins Heilige Land (2012)